# Тиселиус, Эллен
Эллен Тиселиус (швед. Ellen Tiselius, урождённая Афцелиус (Afzelius); 9 апреля 1884, Уппсала — 13 июля 1970, Энгельбрект, Стокгольм) — шведская общественный и культурный деятель, филантроп.

## Биография
Родилась 9 апреля 1884 года в Уппсале в семье шведского юриста и политика Ивара Афзелиуса и его жены Анны Рихерт. Вместе с ней в семье росли: сестра Мярта, братья Аксель и Свен. Выросла в Стокгольме.
Уже в раннем возрасте Эллен проявила интерес к социальной работе. Когда ей было чуть больше 20 лет, она написала шведской суфражистке Эмилии Бруме, которая была директором Центральной ассоциации социальной работы, о желании делать людям добро. Вскоре она была назначена директором недавно созданного в Стокгольме Агентства защиты детей, занимала эту должность с 1909 по 1914 год.

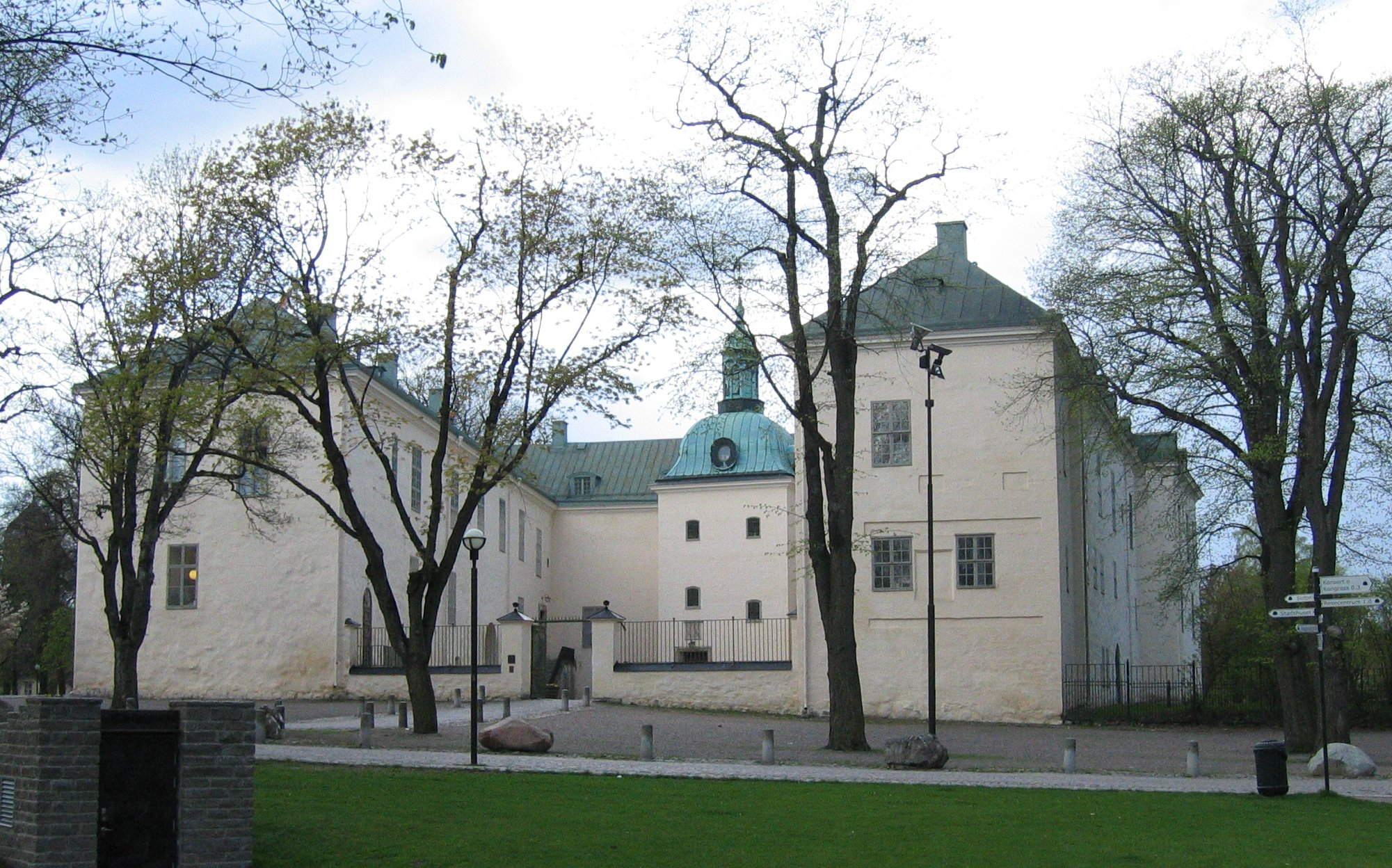
Замок Линчёпинг

В 1915 году Эллен покинула пост директора и вышла замуж за Карла Тиселиуса, который в то время был секретарем Верховного суда. Она продолжила работать в Агентстве защиты детей в качестве председателя одного из его рабочих комитетов. Когда её муж в 1930 году был назначен губернатором округа Эстергётланд, они переехали в Линчёпинг, поселились в одноимённом замке где они оставались до 1941 года, когда началась Вторая мировая война. Во время пребывания в Эстергётланде Эллен заинтересовалась такой формой рукоделия, как кружево, и с целью сохранения этого ремесла в 1938 году вместе с Агнес Геййер основала предприятие Fackutskottet för Vadstenaspetsar.

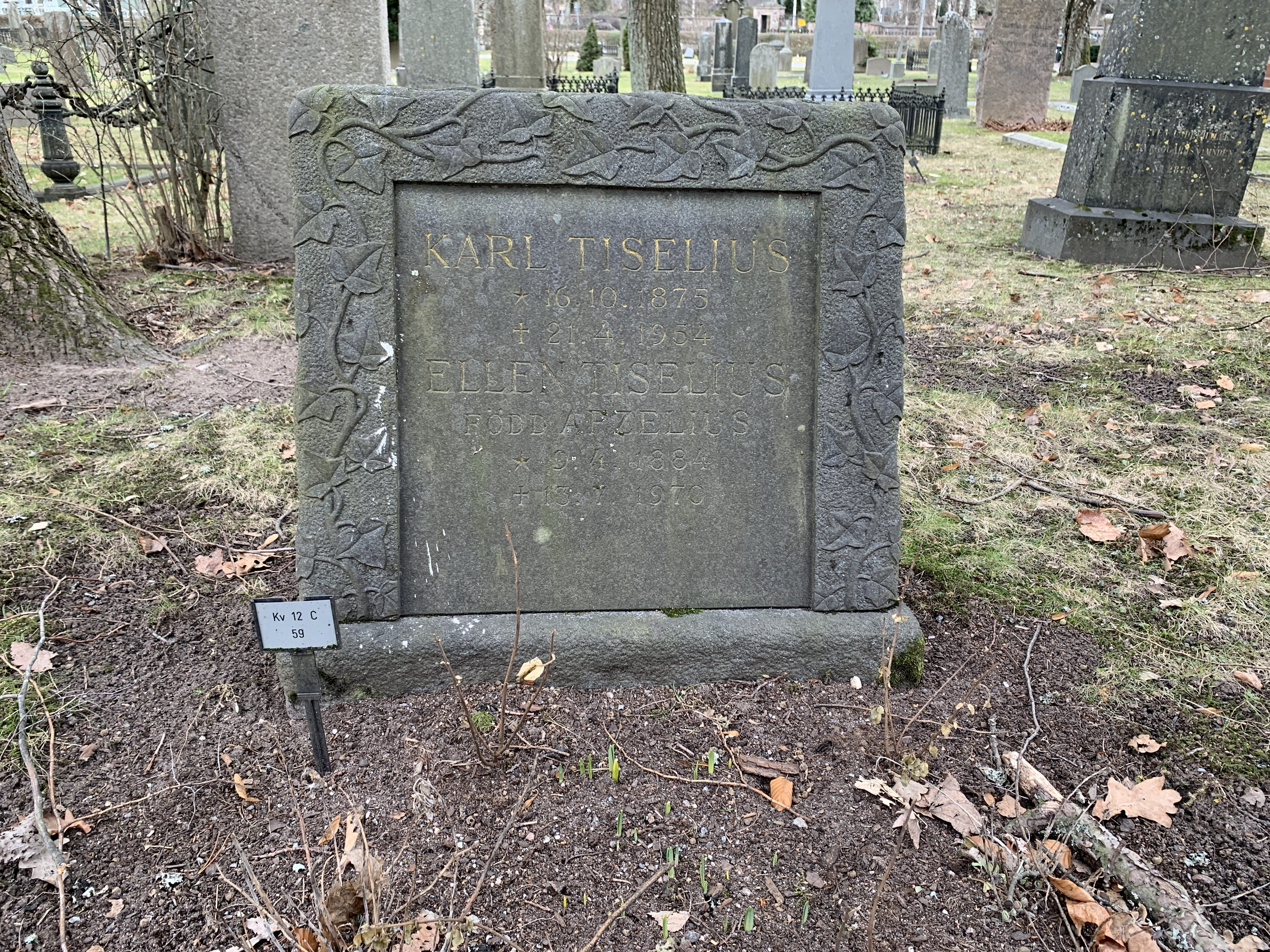
Могила Карла и Эллен Тиселиус

После ухода её мужа с поста губернатора они вернулись в Стокгольм. Там Эллен Тиселиус была избрана в 1944 году в Совет шведского Красного Креста, где она в основном работала над развитием и организацией социальной работы в Швеции. Она занималась продовольственным обслуживанием одиноких старых людей, помогала детям, больным полиомиелитом и церебральным параличом. В 1948 году Тиселиус была назначена первым заместителем председателя шведского Красного Креста в 1948 году. Эллен Тиселиус Тизелиус также принимал участие в международной работе, особенно в Германии после окончания Второй мировой войны.
В 1930 году была награждена медалью Иллис кворум.
Умерла 13 июля 1970 года в Стокгольме. Была похоронена рядом с мужем на городском кладбище Норра бегравнингсплатсен.